# أوجوكوكورو (فلم)
أوجوكوكورو (بالإنجليزية: Ojukokoro)، هُو فيلم جريمة وسرقة وكوميديا نيجيري صدر سنة 2016 وأخرجه داير أولايتان. الفيلم من بطولة كُل من Wale Ojo وتوبي تيديلا وسيون أجايي وعلي نوهو وسومكلي إياما وEmmanuel Ikubese وأفيز أويتورو.

## وصلات خارجية
- مقالات تستعمل روابط فنية بلا صلة مع ويكي بيانات
- لا توجد روابط لمواقع التواصل الاجتماعي.